# Batavia (Ohio)
Batavia és una vila dels Estats Units a l'estat d'Ohio. Segons el cens del 2000 tenia 1.617 habitants.

## Demografia
Segons el cens del 2000, Batavia tenia 1.617 habitants, 651 habitatges, i 453 famílies. La densitat de població era de 427,6 habitants/km².
Dels 651 habitatges en un 34,4% hi vivien nens de menys de 18 anys, en un 52,2% hi vivien parelles casades, en un 13,8% dones solteres, i en un 30,3% no eren unitats familiars. En el 25,7% dels habitatges hi vivien persones soles el 9,4% de les quals corresponia a persones de 65 anys o més que vivien soles. El nombre mitjà de persones vivint en cada habitatge era de 2,48 i el nombre mitjà de persones que vivien en cada família era de 2,96.
Per edats la població es repartia de la següent manera: un 25,9% tenia menys de 18 anys, un 8,4% entre 18 i 24, un 30,2% entre 25 i 44, un 23,3% de 45 a 60 i un 12,3% 65 anys o més.
L'edat mediana era de 36 anys. Per cada 100 dones de 18 o més anys hi havia 92,5 homes.
La renda mediana per habitatge era de 40.804 $ i la renda mediana per família de 50.238 $. Els homes tenien una renda mediana de 36.190 $ mentre que les dones 25.583 $. La renda per capita de la població era de 20.171 $. Aproximadament el 6,4% de les famílies i el 6,6% de la població estaven per davall del llindar de pobresa.

## Poblacions properes
El següent diagrama mostra les poblacions més properes.